# Planet Asia
Planet Asia, de son vrai nom Jason Green, né le 24 octobre 1976 à Fresno en Californie, est un rappeur américain. Il est également membre du groupe Cali Agents avec Rasco.

## Biographie
Green est né et a grandi à Fresno en Californie. Durant les années 1990, à l'âge de 22 ans, Green quitte Fresno pour San Francisco afin de lancer sa carrière de rappeur. Là-bas, il y fait la rencontre du producteur Fanatik. Ensemble, ils participent à la compilation Rules of the Game publiée par le label Tripek Records, aux côtés des Living Legends et The Coup, créant ainsi un buzz national,. 
Entre 1997 et 2001, Green publie plusieurs singles, parmi lesquels Definition of ILL et Place of Birth, sur différents labels tels que Stones Throw Records ou ABB Records. En 1998, Green se popularise pour ses rimes intenses, son contenu lyrique versatile, et sa productivité.
Le 3 octobre 2000, Planet Asia publie son deuxième EP, The Last Stand. 
Le talent de Planet Asia est ensuite reconnu en 2001 lorsque le magazine The Source lui décerne le titre de « meilleur album indépendant de l'année » pour How the West Was One, opus enregistré avec Rasco sous le nom de Cali Agents. Ce succès lui vaut également la signature d'un contrat chez Interscope Records. 
En 2002, il est nommé aux Grammy Awards pour la chanson W interprétée par Mystic. À cette époque, Planet Asia collabore avec des artistes tels que Linkin Park, Bun B, Talib Kweli, Tupac Shakur et Ghostface Killah. Malheureusement, Interscope ne met pas en avant Planet Asia autant que ses autres artistes plus célèbres comme Eminem ou 50 Cent, et en 2003, il quitte la maison de disques sans avoir publié un seul album. La même année, Avatar Records lui fait signer un contrat mondial exclusif et, en 2004, son premier album studio, The Grand Opening, est publié, recueillant des critiques positives. Pour cet opus, il reçoit une nouvelle fois titre de « meilleur album indépendant de l'année » décerné par The Source. Avatar publie également les 12" Summertime in the City b/w G's and Soldiers, produit par J. Wells avec un featuring de Kurupt, Its All Big b/w Right or Wrong et Real Niggaz avec Ghostface Killah en featuring. 
Son titre G's and Soldiers est repris dans la bande originale de Be Cool en 2005. Planet Asia quitte Avatar et crée, avec Walt Liquor, son propre label, Gold Chain Music. L'album suivant, The Medicine, est publié le 19 septembre 2006 sur le label ABB Records. L'album est entièrement produit par Evidence des Dilated Peoples, avec des coproductions signées The Alchemist, Nucleus et Bravo. En juin 2007 sort The Jewelry Box Sessions: The Album chez Gold Chain Music. Un single, Havin' Things, est extrait de l'album.
En 2010, Planet Asia collabore avec la chanteuse malaisienne Mizz Nina sur un titre intitulé Hope. 
En 2011, Planet Asia devient juge dans l'émission de télévision Ultimate MC aux côtés de Royce da 5'9", Sean Price, Organik et Pharoahe Monch.

## Discographie

### Albums studio
- 2002 : Still in Training
- 2004 : The Grand Opening
- 2006 : The Medicine
- 2007 : Jewelry Box Sessions: The Album
- 2010 : Crack Belt Theatre
- 2011 : The Bar Mitzvah (uniquement en téléchargement)
- 2012 : Black Belt Theatre
- 2016 : Egyptian Merchandise
- 2018 : The Golden Buddah

### EPs
- 1998 : Planet Asia
- 2000 : The Last Stand
- 2014 : Zapco Exp
- 2014 : Asiatic Prince

### Albums collaboratifs
- 2008 : Pain Language (avec DJ Muggs)
- 2010 : Chain of Command (avec Gold Chain Military Crew)
- 2011 : Camouflage Jackets (avec G-Force)
- 2011 : Cracks in the Vinyl (EP) (avec Madlib)
- 2012 : Respeta at Santa Barbarie (EP) (with Superanfor)
- 2013 : Abrasions (avec Gensu Dean)
- 2013 : The 2nd Coming (avec Bronze Nazareth, Cappadonna, M-Eighty, Nino Grave et Canibus, sous le nom The Almighty)
- 2013 : High End Cloths (EP) (av ec DirtyDiggs)
- 2014 : Via Satellite (avec TzariZM)
- 2015 : 2010 A.D. (EP) (avec DirtyDiggs)
- 2015 : Nautica Nagas (avec DirtyDiggs)
- 2016 : Seventy Nine (avec DJ Concept)
- 2017 : Anchovies (avec Apollo Brown)
- 2022 : Rule of Thirds (avec Evidence)
- 2023 : Sardines (avec Apollo Brown)

### Autres albums
- 2003 : Life as It is (non publié)
- 2005 : Jewelry Box Sessions: Part One (édition spéciale)
- 2011 : The Bar Mitzvah (uniquement en téléchargement)

### Compilations et mixtapes
- 2003 : Collabos and Bullets
- 2004 : The Steady Gang Mix
- 2004 : Throwbacks: Classics 1997-2001
- 2006 : The Sickness: Part 1 - The Mixtape
- 2008 : Direct from C.A.
- 2008 : Planet Asia & The Architekt: Blak Majik - King Medallion vs. Arch Angel
- 2008 : DJ Muggs vs. Planet Asia: The Pain Language Mixtape (Mixed by DJ Warrior)
- 2009 : Planet Asia & F.L.O. : Planet F.L.O.
- 2010 : The Best of Planet Asia (Mixed by DJ Food Stamp)
- 2012 : The Arrival Mixtape (Mixed by DJ Doo Wop)
- 2012 : Everyday is Christmas (EP by Gold Chain Music)

### Albums collaboratifs
- 1997 : Representation (EP) (avec Skhoolyard)
- 2000 : How the West Was One (avec Cali Agents)
- 2002 : A New Way of Thinking (avec Skhoolyard)
- 2004 : Head of the State (avec Cali Agents)
- 2006 : Fire and Ice (avec Cali Agents)
- 2011 : Each Step becomes Elevated (avec General Monks)
- 2013 : 360 Waves (avec Durag Dynasty)